# Радник (Бієліна)
Футбольний клуб Радник Бієліна або просто Радник (серб. Фудбалски клуб Радник Бијељина) — професіональний боснійський футбольний клуб із міста Бієліна в Республіці Сербській. Каоманда ставала переможцем Першої ліги Республіки Сербської у сезоні 1998/99 та 2004/05 років, саме після перемоги в останньому з вище вказаних сезонах вона аийшла до новоствореної Прем'єр-ліги Боснії і Герцоговини. У сезоні 2006/07 років клуб вилетів з Прем'єр-ліги. У сезоні 2011/12 років на чолі з менеджером Дарко Нестеровичем «Радник» знову виграв Першу лігу Республіки Сербської й вдруге в своїй історії повернувся до Прем'єр-ліги. Назву «Радник» українською мовою можна перекласти як «Робітник».

## Історія
Перший футбольний м'яч потрапив до Бієліни в 1916 році. У 1919 році у муніципалітеті Бієліна було створено перший футбольний клуб, «Подрінє» (Яня). Пізніше виникли й інші клуби, зокрема ФК «Зора» (1920), ФК «Граджанськи» (1923) та ФК «Семберія» (1935). ФК «Раднік» було засновано лише після завершення Другої світової війни.

### 1945—1990
ФК «Раднік» було засновано 14 червня 1945 року. Команді не знадобилося багато часу, щоб виграти свій перший трофей. У 1948 році ФК «Раднік» став переможцем Тузланського окружного чемпіонату, перемігши у фіналі «Слободу» (Тузла). Рік по тому, ФК «Раднік» вийшов до 1/16 фіналу кубку Югославії. У 1957 році «Раднік» вийшов до зональної (регіональної) ліги Новий Сад/Срем. У сезоні 1971/72 років команда стала переможцем Республіканської ліги Боснія і Герцоговина й вийшла до плей-оф за право виходу у Другу лігу чемпіонату Югославії. Суперником «Радника» у плей-оф став ФК «Слога» з Вуковара, й ФК «Раднік» здобув перемогу в обох матчах (4:0 у Бієліні та 8:0 у Вуковарі). ФК «Радник» вийшов до Другої ліги, де мав змогу грати проти таких команд як «Пролетер» (Зренянин) та «Бечей». Команда залишалася у Другій лізі чемпіонату Югославії протягом наступних 6 сезонів, протягом цього часу найкращий результат вона продемонструвала у сезоні 1977/78 років, коли фінішувала на підсумковому 10-му місці.
Іншим великим успіхом в історії ФК «Радник (Бієліна)» стала перемога молодіжної команди клубу у Кубку Боснії і Герцоговини 1987 року. У 1/2 фіналу турніру ФК «Раднік» з рахунком 5:2 переміг Вележ у Мостарі. У фіналі турніру клуб у серії післяматчевих пенальті переміг ФК «Полет» (Босанські Брод).

### 1990-ті роки
З 1995 по 1997 років команда мала назву ФК «Пантери» (Бієліна), під цією назвою протягом двох перших сезонів і виступала у Першій лізі Республіки Сербської. У сезоні 1998/99 років «Радник» (Бієліна) виграв свій перший титул переможця Першої ліги Республіки Сербської, а в сезоні 2004/05 років повторив це досягнення.

### 2000-ні роки
У сезоні 2004/05 років «Радник» втретє став переможцем Першої ліги, завдяки чому сезон 2005/06 років розпочав у Прем'єр-лізі. У сещоні 2005/06 років у Прем'єр-лізі команда фінішувала на 13-му місці. Роком раніше вони пробилися до 1/4 фіналу кубку Боснії і Герцоговини. У кубку Республіки Сербської, після двох поразок у фіналі турніру в сезонах 2005/06 та 2008/09 років, у сезоні 2009/10 років вони нарешті стали переможцями турніру.

### 2010-ті роки
У 2016 році «Радник» виграв свій перший національний трофей, він тріумфував у кубку Боснії і Герцеговини сезону 2015/16 років, перемігши у фіналі турніру «Слободу» (Тузла) (4:1). Таким чином, команда кваліфікувалася для участі у Лізі Європи УЄФА сезону 2016/17 років.
Під назвою «Радник» виступає також і баскетбольна команда клубу, БК «Радник» (Бієліна).

## Досягнення
- Кубок Боснії і Герцеговини
  - Володар: 2015/16

- Перша ліга Республіки Сербської
  - Чемпіон: 1998/99, 2004/05, 2011/12

- Кубок Республіки Сербської
  - Володар: 2009/10, 2012/13, 2013/14, 2015/16

- Республіканська ліга Боснії і Герцеговини
  - Чемпіон: 1948/49

## Статистика виступів у єврокубках
| Сезон   | Турнір           | Раунд                        | Суперник             | Вдома | На виїзді | Загальний |  |
| ------- | ---------------- | ---------------------------- | -------------------- | ----- | --------- | --------- |  |
| 2016/17 | Ліга Європи УЄФА | Перший кваліфікаційний раунд | Бероє (Стара Загора) | 0:2   | 0:0       | 0:2       |  |

## Відомі гравці
- Асмір Авдукич
- Александар Брджанин
- Мирослав Риканович

## Відомі тренери
- Іван Міоч
- Радомир Йовічич
- Живорад Миражич
- Зоран Ягодич
- Мирослав Міланович
- Душан Єврич
- Нікола Бала
- Драган Радович[2]
- Дарко Несторович (1 липня 2011 – 27 серпня 2012)
- Срджан Баїч (1 вересня 2012 – 3 вересня 2014)
- Славко Петрович (5 вересня 2014 – 23 серпня 2016)
- Небойша Мілошевич (24 серпня 2016 – 9 травня 2017)